# Strongylosoma vagans
Strongylosoma vagans är en mångfotingart som beskrevs av Carl 1909. Strongylosoma vagans ingår i släktet Strongylosoma och familjen orangeridubbelfotingar. Inga underarter finns listade i Catalogue of Life.